# La Lune de Jupiter
Pour les articles homonymes, voir Lunes de Jupiter.
Pour plus de détails, voir Fiche technique et Distribution.
La Lune de Jupiter (Jupiter holdja) est un film dramatique fantastique franco-germano-hongrois écrit et réalisé par Kornél Mundruczó, sorti en 2017. Il a été sélectionné au festival de Cannes 2017.
Il remporte le Grand Prix Nouveau Genre à L'Étrange Festival 2017, et le prix du meilleur film au Festival de Sitges 2017.

## Synopsis
En pleine immigration illégale en Hongrie, le jeune homme Aryan Dashni (Zsombor Jéger), avec un groupe de réfugiés, tente de franchir la frontière mais la police intervient et il se fait tirer dessus par László (György Cserhalmi), le chef-policier chargé de la répression de l'immigration. Malgré les trois balles qu'il reçoit dans le tronc, il se découvre vivant et capable de léviter. Le docteur Stern (Merab Ninidze) arrive dans le camp de réfugiés pour soigner Aryan : il n’en croit pas ses yeux au moment où le jeune montre sa capacité de lévitation. László, qui veut étouffer son utilisation d'une arme à feu sur Aryan, intimide Stern qui se livre de son côté à un trafic avec les réfugiés, mais Stern se rebiffe et donne sa démission. Sterne et Aryan s'enfuient du camp, car le docteur a une idée en tête : miser sur un monde où les miracles s'achètent…

## Fiche technique
Sauf indication contraire, les informations mentionnées dans cette section peuvent être confirmées par la base de données cinématographiques IMDb,  présente dans la section « Liens externes ».
- Titre original : Jupiter holdja
- Titre international : Jupiter’s Moon
- Titre français : La Lune de Jupiter
- Réalisation : Kornél Mundruczó
- Scénario : Kornél Mundruczó et Kata Wéber
- Direction artistique : Márton Ágh
- Décors : Zsófia Tasnádi
- Costumes : Sabine Greunig
- Photographie : Marcell Rév
- Montage : Dávid Jancsó
- Musique : Jed Kurzel
- Production : Viola Fügen, Michel Merkt, Viktória Petrányi et Michael Weber
- Sociétés de production : KNM, Match Factory Productions, Proton Cinema, Pyramide Films et ZDF/Arte
- Société de distribution : Pyramide Distribution (France)
- Pays d'origine :  Hongrie /  Allemagne /  France
- Langues originales : hongrois, anglais
- Format : couleur
- Genre : drame fantastique
- Durée : 123 minutes
- Dates de sortie : 
  - France : 19 mai 2017 (Festival de Cannes) ; 22 novembre 2017 (sortie nationale)
  - Hongrie : 8 juin 2017

## Distribution
- Merab Ninidze (VF : Tangi Daniel) : Gabor Stern[3]
- Zsombor Jéger (VF : Damien Le Delezir) : Aryan Dashni
- György Cserhalmi (VF : Bernard Bollet) : László
- Mónika Balsai :
- Majd Asmi : un réfugié
- Zsombor Barna : l'homme du couple à la fête
- Alexandra Horváth : la femme du couple à la fête
- Szabolcs Bede Fazekas : un policier
- Ákos Birkás : György
- Mátyás Bodor : l'enfant à l'hôpital
- Soma Boronkay : le serviteur de György
- András Bálint : Gabor Stern (voix)
- Bálint Bán : une force spéciale 2
- Brigitta Egyed (VF : Fabienne Rocaboy) : Edit
- István Fillár : le garde
- András Gombai-Nagy : l'homme du chemin de fer
- Péter Haumann : Zentai
- Barbara Hegedüs : un volontaire
- Tamás Hirt : le plongeur
- Katalin Homonnai : le vestiairiste
- Péter Janklovics : le conférencier
- Rita Kerkay : le cuisinier du camp
- Rami Khalaf : Murad Dashni (voix)
- Farid Larbi : le Syrien barbu
- Judit Meszléry (VF : Katia Lutzkanoff) : Clarissa
- Zsolt Nagy (VF : Germain Nayl) : l'Homme Tatoué
- Tamás Szabó Kimmel : le colonel

## Accueil

### Festival et sorties
Le film est sélectionné et présenté le 19 mai 2017 au festival de Cannes) en  France. En Hongrie, il sort le 8 juin 2017. En France, le 22 novembre 2017.

### Critique
En France, l'accueil critique est tiède : le site Allociné recense une moyenne des critiques presse de 2,7/5, et des critiques spectateurs à 3,2/5.
Pour Samuel Douhaire de Télérama, « Tant de virtuosité pourrait être insupportable si elle n'était que de l’épate. Mais dans cette fresque sociale entre thriller et fantastique, la mise en scène sert constamment le propos. Les travellings rageurs de Mundruczó témoignent de sa colère face à la précarité des migrants, les violences et l’exploitation dont ils sont victimes. Mais quand la caméra accompagne en douceur les lévitations d'Aryan dans le ciel de Hongrie, c’est l'espoir du cinéaste qui s'exprime. [...] Il faut saluer le courage politique de Kornél Mundruczó, artiste en résistance dans un pays dirigé par le gouvernement le plus xénophobe, le plus réactionnaire d'Europe. Car son grand film aux allures de prophétie l’affirme avec force : l'avenir du Vieux Continent, sa chance, et peut-être même son salut, viendront des migrants. ».
Pour Jean-François Rauger du Monde, « cette symbolique lourdaude apparaît d'autant plus vaine et confuse qu'elle est portée par une réelle virtuosité de mise en scène à base de plans séquences spectaculaires. Une virtuosité provoquant l'indigestion d'un spectateur assommé par ce mélange de brio technique et de maladresse allégorique. ».
Pour Didier Péron de Libération, « Il est difficile de comprendre comment un truc aussi objectivement insalubre finit accroché aux avant-postes de la compétition, sauf à imaginer une vague envie de susciter la polémique ou l'énervement. [...] Cette fois, ce sont les migrants qui font les frais d'un traitement cinématographique de choc dans cet incroyable navet mal écrit, mal joué, éclairé avec les filtres jaunes ou verdâtres. Le chef op est pris de bouffées délirantes et tripote comme un perdu le joystick de pilotage du drone qu'il a reçu à son Noël. Il faut avouer qu'il s'applique à illustrer le cruel manque de discernement de la scénariste. [...] N'ayant rien à dire de quelque peu articulé sur l'époque, sinon que nous galopons tous en direction de l'apocalypse, Mundruczó est bien décidé à épater la galerie en faisant vrombir la grosse cylindrée d'effets de manche techniques qui pourraient lui valoir rapidement un accessit à Hollywood pour le prochain Fast and Furious. ».

## Distinctions
- L'Étrange Festival 2017: Grand Prix Nouveau Genre.
- Festival de Sitges 2017 : Prix du meilleur film.